# قائمة البعثات الدبلوماسية في غينيا الاستوائية

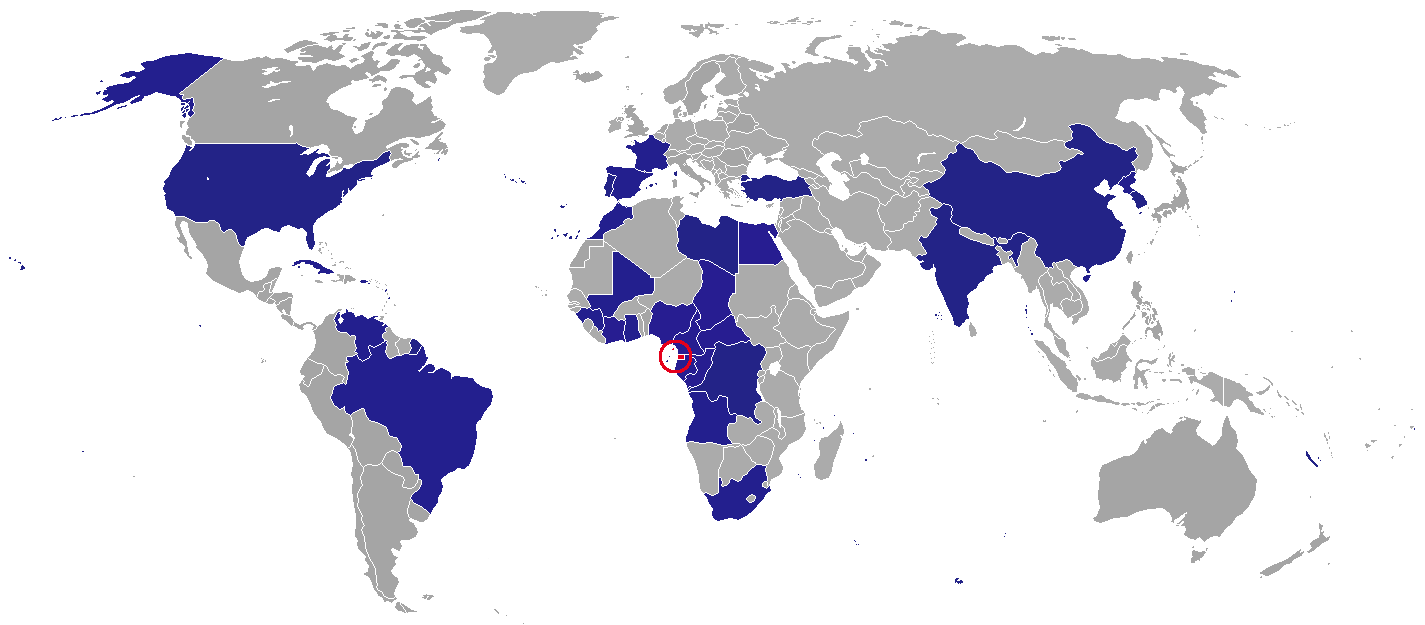
البعثات الدبلوماسية في غينيا الاستوائية

هذه قائمة "" البعثات الدبلوماسية في غينيا الاستوائية "". ويوجد حاليا 28 سفارة في مالابو. القنصليات الفخرية غير مذكورة أدناه:

## سفارات فيمالابو
- Angola
- Brazil
- Cameroon
- Central African Republic
- Chad
- China
- Congo
- Cuba
- Egypt
- France
- Gabon
- Germany
- Ghana
- Guinea
- India
- Ivory Coast
- Mali
- Morocco
- Nigeria
- North Korea
- Portugal
- São Tomé and Príncipe
- South Africa
- South Korea
- Spain
- Turkey
- United States
- فنزويلا

## القنصليات العامة / القنصليات

### باتا
- Cameroon قنصلية
- China قنصلية عامة
- Nigeria قنصلية
- Spain قنصلية عامة

### مونغومو
- Cameroon Consulate [1]

## السفارات غير المقيمة
مقيم في أبوجا، نيجيريا:
- Argentina[2]
- Austria[3]
- Bulgaria[4]
- Czech Republic[5]
- Greece[6]
- Iran
- Mexico[7]
- Poland[8]
- Romania[9]
- Slovakia [10]
- Philippines
- تايلاند

مقيم في ياوندي، الكاميرون:
- Canada[11]
- Holy See[12]
- Indonesia[13]
- Israel[14]
- Italy
- Netherlands[15]
- Russia[16]
- Switzerland[17]
- Tunisia
- United Kingdom